# HMNZS Leander
«Ліндер» (англ. HMNZS Leander) — військовий корабель, легкий крейсер типу «Ліндер» Королівського військово-морського флоту Великої Британії за часів Другої світової війни.

## Історія створення
Будівництво першого легкого крейсера нового покоління велося за програмою 1929 року, замовлення на який було видано 18 лютого 1930 року — задовго до затвердження креслень. 8 вересня 1930 року на казенній верфі в Девонпорті відбулась закладка корабля, який отримав традиційне для британського флоту, вже п'яте за відліком ім'я — «Ліндер». 24 березня 1933]року увійшов до складу Королівських ВМС Великої Британії.

## Історія служби
Після завершення випробувань корабель був прийнятий на службу, однак разом з однотипним есмінцем «Акіліз» був переданий до складу Новозеландської дивізії Королівського флоту на заміну застарілих крейсерів типу «D» «Дайомід» (D92) і «Данідін» (D92).
Напередодні Другої світової війни, «Ліндер» вийшов з порту Окленда 30 серпня 1939 року та здійснив перехід до острова Фаннінга в центрі Тихого океану, де висадив невеликий гарнізон. Надалі до травня 1940 року залучався до супроводу транспортних кораблів до Австралії. 4 червня 1940 року крейсер приєднався до Ост-Індської станції британського флоту в Порт-Судані із завданням забезпечення прикриття морських перевезень в акваторії Червоного моря та поблизу Адена. Вже 27 червня «Ліндер» разом з есмінцями «Кандагар» та «Кінгстон» вогнем корабельної артилерії та авіацією крейсера знищили італійський підводний човен типу «Адуа» «Макалле», який 15 червня сів на мілину поблизу суданського порту Суакін.
21 жовтня 1940 року корабель вступив у бій з італійськими есмінцями неподалік від Массауа. У бою взяли участь італійські есмінці «Леоне», «Нулло», «Пантера» і «Сауро», які втекли з поля битви під прикриттям димової завіси. Згодом «Нулло» був перехоплений британським «Кімберлі» та торпедною атакою знищений, попри артилерійській підтримці берегових батарей острову Харміль.

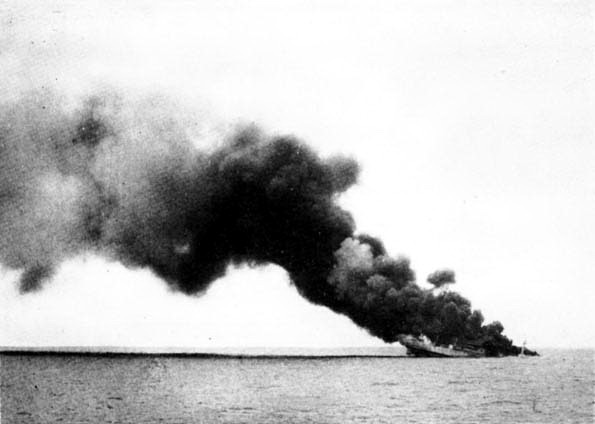
Італійський допоміжний крейсер «Ramb I» тоне після бою 27 лютого в Індійському океані з новозеландським крейсером «Ліндер»

У січні 1941 року «Ліндер» перевели до порту приписки у Коломбо для дії на морських комунікаціях поблизу Індії та Бірми. У бою 27 лютого неподалік від Мальдивів він затопив італійський допоміжний крейсер «Ramb I», а після бою врятував усіх постраждалих італійських моряків із загиблого корабля.
23 березня 1941 року «Ліндер» в Індійському океані між Маврикієм та Мадагаскаром перехопив та захопив торговельне судно вішістської Франції Charles L.D.. 14 квітня він діяв у Перській затоці, де підтримував військову операцію, а 18 квітня разом з легким крейсером «Емеральд» супроводжував авіаносець «Гермес». 22 квітня був включений до складу сил, що здійснювали пошук та перехоплення німецького допоміжного крейсера «Пінгвін» південніше Мальдів.
На початку червня 1941 року крейсер прибув до Середземного моря з базуванням на Александрію, де увійшов до складу британського Середземноморського флоту адмірала флоту Е. Каннінгема. Брав активну участь у боях з флотом вішістської Франції в Сирійсько-Ліванській кампанії.
10 січня 1942 року крейсер повернувся до акваторії Тихого океану і разом з австралійськими «Аустраліа» та «Перт» і новозеландським «Акіліз» прибув з конвоями до Суви на Фіджі. Надалі ніс службу на Тихому океані.
На початку 1943 року крейсер разом з американськими крейсерами «Гонолулу» та «Сент-Луїс» і десятьма есмінцями увійшов до Оперативної групи флоту 36.1 (англ. Task Group 36.1)
13 липня 1943 року оперативна група 36.1 зіткнулась у сутичці при Коломбангара з японською ескадрою контр-адмірала Сундзі Ідзагі поблизу Соломонових островів. У швидкоплинній битві японський легкий крейсер «Дзінцу» був потоплений, а усі три союзні крейсери дістали серйозних пошкоджень торпедами від противника. Пошкодження «Ліндера» виявились настільки важкими, що крейсер вже не зміг взяти участь у бойових діях до кінця Другої світової війни. Корабель відправили на ремонт до Окленда, а для повного відновлення йому знадобилось прибути на корабельні Бостона. Тільки 27 серпня 1945 року крейсер повернувся до строю Королівського флоту Британії.
У 1946 році «Ліндер» брав участь в інциденті у протоці Корфу.
В 1950 році його вивели зі складу сил флоту та незабаром розібрали на брухт.